# Marzenia nic nie kosztują
Marzenia nic nie kosztują (hiszp. Soñar no cuesta nada) – wenezuelska telenowela. Serial liczy 191 odcinków.

## Fabuła
Emilia Olivares Álvarez jest nielegalną emigrantką. Aby pomóc swojej rodzinie, zatrudnia się jako pokojówka u Roberty Lizalde. Tam zaprzyjaźnia się z pasierbicą pani domu nieuleczalnie chorą Andreą. Los sprawia, że Emilia spotyka Felipe Reyesa. Nie ujawniając swej tożsamości ubogiej dziewczyny, postanawia uciec przed uczuciem. Nie wie jednak, w jakich okolicznościach znowu się spotkają. Roberta Lizalde knuje intrygę. Powodem jest testament pozostawiony przez ojca Adrei – dziewczyna uzyska całą fortunę po ukończeniu 24. roku życia. Roberta wiedząc, że pasierbica nie dożyje tego dnia, namawia Emilię, żeby ta podszyła się pod przyjaciółkę. Emigrantka rozpoczyna życie jako Andrea – i ponownie spotyka Felipe, który jest pewien tożsamości ukochanej – czyli bogatej pasierbicy Roberty. Sielanka nie trwa zbyt długo, ponieważ Monica – była dziewczyna Felipe, podejrzewa rywalkę o oszustwo i postanawia ją zdemaskować.

## Wersja polska
W Polsce telenowela była emitowana przez Zone Romantica. 
- Opracowanie wersji polskiej: Studio Company
- Tekst: Daniel Wegner
- Czytał: Jan Czernielewski

## Obsada
- Karyme Lozano – Emilia Olivares Álvarez
- Cristián de la Fuente – Felipe Reyes Retana
- Laura Zapata – Roberta Pérez de Lizalde
- Olivia Collins – Estela Olivares Álvarez
- Ariel López Padilla – Jonás Reyes Retana
- Mirela Mendoza – Mónica Hernandez Rosas
- Maríalejandra Martín – Olivia Rosas de Hernández
- Arap Bethke – Bobby
- Joemy Blanco – Lucy
- Geraldine Bazán – Liliana Reyes Retana
- Víctor Cámara – Arturo Hernández
- Graciela Doring – Carlota Olivares Álvarez
- Andrés García Jr – Luis Betancourt Carmona
- Rodrigo Mejía – Mauricio Lizalde
- Susan Vohn – Michelle Lizalde
- Tatiana Capote – Matilde Lizalde
- Orlando Fundichely – Ricardo Reyes Retana
- Omar Ávila – Javier Reyes Retana
- Carmen Daisy Rodríguez – Andrea Lizalde
- Jessica Cerezo – Jazmin
- Ivelin Giro – Renata
- Adrián Mas – Rodrigo
- Orlando Core – Abogado de Matilde
- Erika Flores – Rosa
- Michelle Jones – Enfermera Marisol
- Gonzalo García Vivanco – Abogado Raúl Rodríguez
- William Botero – Oficial de policía
- Rudy Pavon – Gustavo
- Carlos Cuervo – Jose
- Carlos Cruz – Doctor Zabaleta
- Nélida Ponce – Nana Dolores
- Mariana Huerdo – Carmela
- Julio Capote – Pedro
- Tania López – Mayte
- Hilda Luna – La Kikis
- Ilse Pappe – Maite
- Taniusha Capote – Lety
- Marina Vidal – Sarita
- Ximena Duque – Jenny
- Angie Russian – Patty
- Jorge Luis Pila – Ernesto Gomez
- Frank Guzmán – Enrique